# Utetheisa albosignata
Utetheisa albosignata là một loài bướm đêm thuộc phân họ Arctiinae, họ Erebidae.